# Victoria Torres
Victoria Torres Canul (Nezahualcóyotl, Estado de México, México el 13 de enero de 1997) es una boxeadora profesional

## Trayectoria
Calificó para el Campeonato Mundial Femenil en Kazajistán 2016 en donde se colocó entre las mejores 8 del mundo en su división (60 kg).
Durante los Juegos Panamericanos de Toronto 2015, ganó medalla de bronce en la división de 60 kg y anunció que se dedicaría al deporte profesional.[4] También en ese año representó a México en el IV Torneo Internacional Licenciado Carlos Velázquez y fue vencedora en el Campeonato Nacional de Primera Fuerza de Boxeo.
Ganó medalla de oro en la Copa Internacional Romana 2014 en República Dominicana y en ese mismo año también ganó medalla de oro en el Campeonato Continental Femenil Élite en Guadalajara, Jalisco.
Participó en la Olimpiada Nacional 2010 en Morelos y en la Olimpiada y en los Juegos Paralímpicos Nacionales del 2012 en Irapuato, Guanajuato.